# Андреевка (Фёдоровский район)
Андреевка (баш. Андреевка) — упразднённый в 2005 году посёлок Теняевского сельсовета Фёдоровского района Республики Башкортостан.

## География
Находился у реки Ильиновка возле ее впадения в реку Большой Изяк.

### Географическое положение
Расстояние до:(на 1 января 1969):

- районного центра (Фёдоровка): 17 км,
- центра сельсовета (Теняево): 9 км,
- ближайшей ж/д станции (Аксёново): 70 км.

## История
На 1 июня 1952 года, на 1 января 1969 года, 1 июля 1972 года, на 1 сентября 1981 года — входила в Теняевский сельсовет.
Закон Республики Башкортостан от 20 июля 2005 года № 211-з «О внесении изменений в административно-территориальное устройство Республики Башкортостан в связи с образованием, объединением, упразднением и изменением статуса населённых пунктов, переносом административных центров» гласил:

ст.1

4. Упразднить следующие населенные пункты:

36) в Федоровском районе:

а) поселок Андреевка Теняевского сельсовета;

б) хутор Подлесный Булякаевского сельсовета;

в) деревню Староивановка Гончаровского сельсовета;

г) деревню Хитровка Пугачевского сельсовета

## Население
На 1 января 1969 года проживали 45 человек; преимущественно русские.
Население на 1 января 2002 года составляло 2 человека, все (100%) мордовцы